# Schloss Eichberg

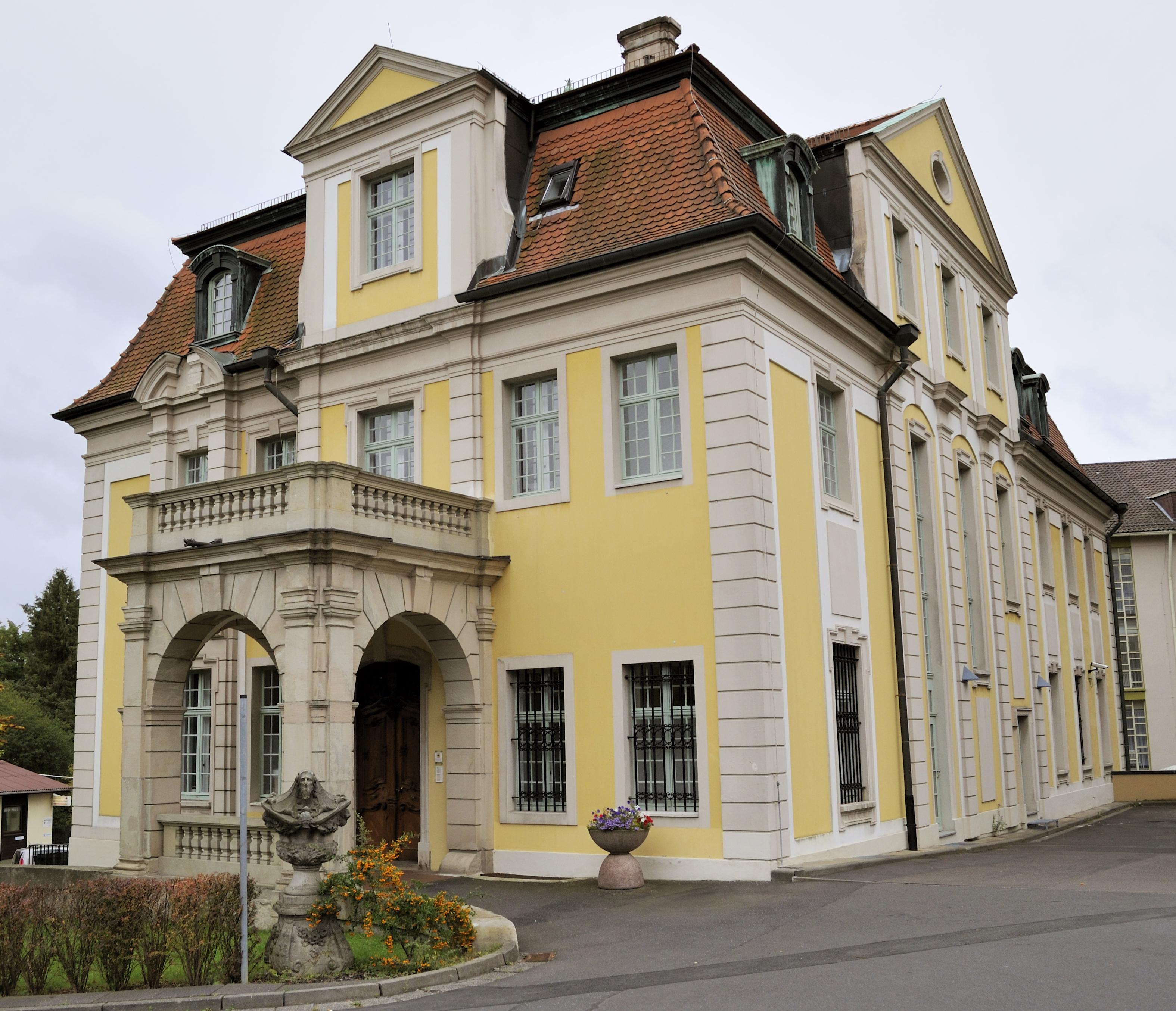
Schloss Eichberg in Lauterbach

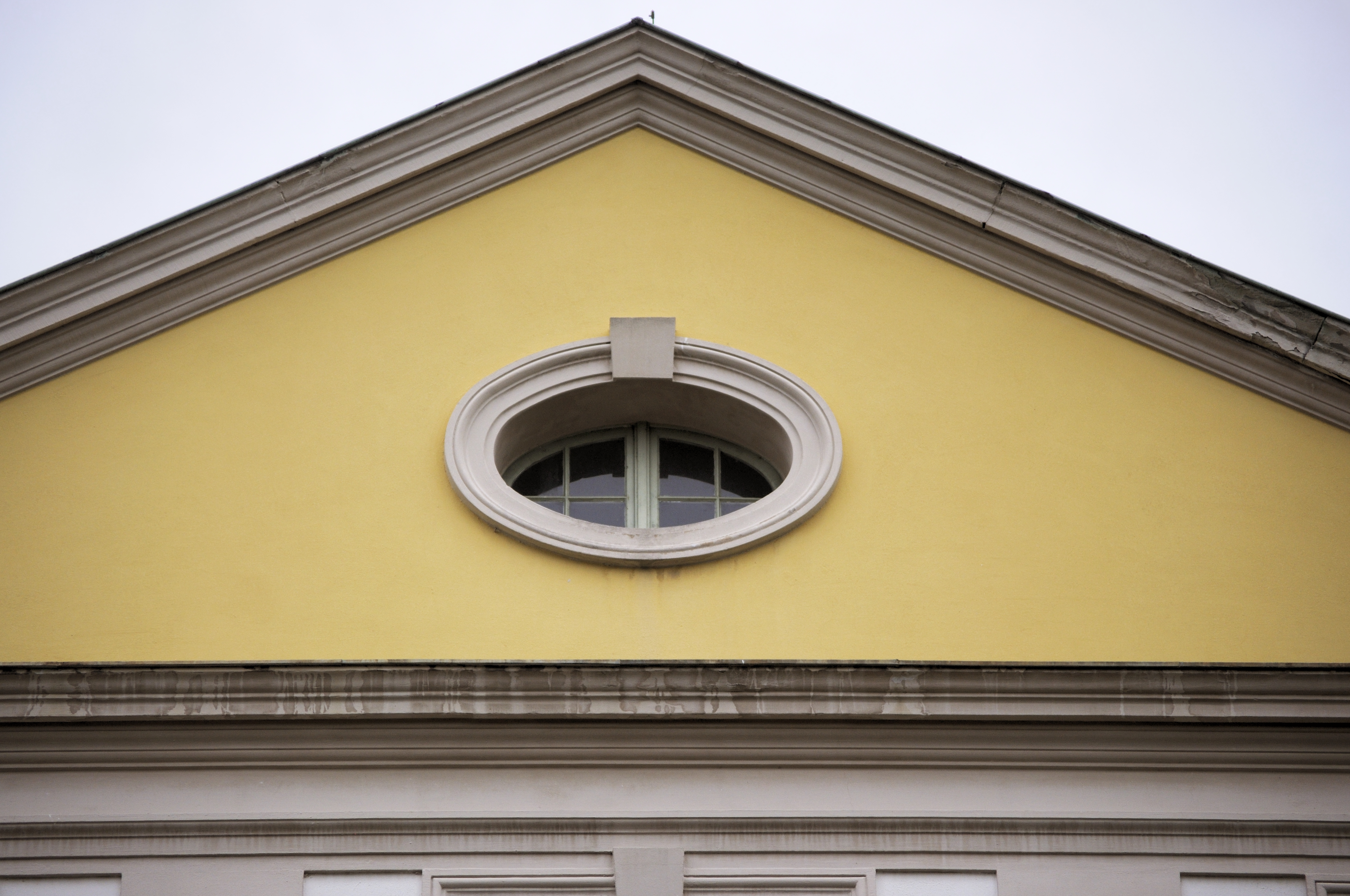
Okulus am Giebel des Zwerchhauses

Das Schloss Eichberg in Lauterbach, einer Stadt im Vogelsbergkreis in Hessen, wurde 1899 bis 1901 errichtet. Das Gebäude Am Eichberg 41 ist ein geschütztes Baudenkmal.

## Geschichte
Das sogenannte Schloss Eichhof wurde für Friedrich Hermann Riedesel als Wohnsitz errichtet. 1929 erwarb die Stadt Lauterbach das Gebäude mit Park und verlegte in den großen Bau das Krankenhaus. Nach dem Zweiten Weltkrieg wurde das Krankenhaus durch mehrere Neubauten erweitert und die zum Schloss gehörenden Wirtschaftsgebäude wurden abgebrochen.

## Beschreibung
Architekt des Eichhofs war der Regierungsbaumeister Hugo Hartung aus Charlottenburg. Das Schloss wurde in neubarockem Stil errichtet. Den zweigeschossigen, längsgerichteten Bau gliedern Pilaster, Risalite und ein Kranzgesims. Das Mansarddach ist mit modellierten Schornsteinen und aufwändigen Firstbekrönungen versehen. Die ursprünglich zum Park gewandten Fassaden sind im Erdgeschoss durch große Rundbogenfenster geöffnet. In die südöstliche Gebäudeecke ist eine Veranda eingebaut, darüber befindet sich ein Balkon mit Triglyphenfries auf dorischen Säulen. Der Haupteingang befindet sich in einem offenen Vorbau an der Nordseite. Im Inneren ist die große Halle mit ihrer mit Malereien versehenen Stuckdecke und die Treppenanlage bemerkenswert.